# NGC 1270
NGC 1270 je galaksija u zviježđu Perzej.

## Vanjske poveznice
- SEDS: NGC 1270